# アマンダ・コネオ
アマンダ・ダニエラ・コネオ・カルドナ（Amanda Daniela Coneo Cardona, 1996年12月20日 - ）は、コロンビアの女子バレーボール選手。コロンビア代表。

## 来歴

### クラブチーム
カルタヘナ出身。2013年、ペルーのクラブチームであるCV Túpac Amaruへ入団しバレーボール選手としてのキャリアをスタートさせる。その後、コロンビアのLiga Bolivarense de Voleibolでのプレーを経て、2015/16シーズンはイタリアセリエA2のFilottrano Pallavoloへ移籍。2016/17シーズンは当時イタリアセリエA2だったSab Volley Legnanoでプレーし、A1昇格を果たした。2018/19シーズンはCUS Torinoで活躍した。
2019/20シーズンはフランスリーグの強豪RCカンヌでプレーした。2021/22シーズンからはフランスのVolley Mulhouse Alsaceでプレーし、リーグ準優勝に貢献した。2023年8月、ポーランドのDevelopre Rzeszowと契約したことが発表され、2023/24シーズンのポーランドタウロンリーガで準優勝した。
2024年8月、日本のSV.LEAGUEのデンソーエアリービーズへの入団が発表された。2025年4月、2024-25シーズン限りでの退団が発表された。

### 代表チーム
2014年、アンダーカテゴリーの代表としてU-23南米選手権で銀メダルを獲得し自身もベストアウトサイドヒッター賞を受賞した。2015年、シニアのコロンビア代表に初選出され、同年のU-23世界選手権に出場した。2017年、ワールドグランプリに出場した。2019年と2021年の南米選手権では銀メダルを獲得し、ベストアウトサイドヒッター賞を受賞した。2022年、オランダで開催された世界選手権に出場しエースとして活躍した。2023年、南米選手権では銅メダルを獲得し、自身はベストアウトサイドヒッター賞を受賞した。

## 球歴
- 世界選手権 - 2022年
- ワールドグランプリ - 2015年、2016年、2017年
- 南米選手権 - 2015年、2017年、2019年、2021年

## 受賞歴
- 2014年 - U-23南米選手権 ベストアウトサイドヒッター賞
- 2019年 - 南米選手権 ベストアウトサイドヒッター賞
- 2021年 - 南米選手権 ベストアウトサイドヒッター賞
- 2023年 - 南米選手権 ベストアウトサイドヒッター賞

## 所属クラブ
- CV Túpac Amaru（2013-2014年）
- Liga Bolivarense de Voleibol（2014-2015年）
- Filottrano Pallavolo（2015-2016年）
- Sab Volley Legnano（2016-2018年）
- CUS Torino（2018-2019年）
- RCカンヌ（2019-2020年）
- Pays d'Aix Venelles（2020-2021年）
- Volley Mulhouse Alsace（2021-2023年）
- KSディヴェロプレス・ジェシュフ（2023-2024年）
- デンソーエアリービーズ（2024-2025年）